# Whitebushes
Whitebushes – wieś w Anglii, w hrabstwie Surrey, w dystrykcie Reigate and Banstead. Leży 33 km na południe od centrum Londynu.